# عبد العزيز الفشتالي
عبد العزيز الفشتالي هو عبد العزيز بن عمر بن إبراهيم الفشتالي، أبو فارس . (956 هـ - 1031 هـ ). وزير أحمد المنصور (سلطان المغرب)، وأحد شعراء الريحانة والسلافة، نسبته إلى فشتالة قبيلة بالمغرب ، قرأ بفاس و مراكش .

## سيرته
بعد حفظه القرآن الكريم خرج إلى طلب العلم في كل من مدينة فاس و مراكش فأخذ عن علمائها . وقد برع أبو فارس في علوم الأدب براعة تامة وامتاز بنبوغه في الكتابة و الشعر، حتى لقد استطاع أن يتبوأ في سن مبكرة جدا مقعد وزارة القلم في بلاط المنصور . كان كثير الإحسان، كسا الروضة النبوية بالحرير الأحمر بخيط الذهب، وكان يتقشف في ملبسه ويشارك في الغزو. كانت له مكانة رفيعة عند المنصور فكان يقدره تقديرا كبيرا ويقدمه على سائر كتابه . وقال في حقه كلمته المشهورة : إن الفشتالي نفتخر به على ملوك الأرض ونباري به لسان الدين ابن الخطيب . توفي عام 1031 هـ .

## مؤلفاته
- مناهل الصفاء في أخبار الشرفاء .
- (مدد الجيش) جعله ذيلاً لجيش التوشيح من تأليف لسان الدين بن الخطيب .
- (مقدمة) في ترتيب ديوان المتنبي على حروف المعجم.
- شرح مقصورة المكودي .
- جملة رسائل وظهائر سلطانية .
- و له في باب الشعر العديد من القصائد .